# Tour de Catalogne 1974
Le Tour de Catalogne 1974 est la 54e édition du Tour de Catalogne, une course cycliste par étapes en Espagne. L’épreuve se déroule sur 7 étapes du 4 au 11 septembre 1974 sur un total de 1 208,1 km. Le vainqueur final est le Français Bernard Thévenet de l’équipe Peugeot-BP-Michelin, devant Andrés Oliva et Domingo Perurena.

## Étapes
| Étape | Date         | Parcours                             | km    | Vainqueur d’étape    | Leader du classement général |
| ----- | ------------ | ------------------------------------ | ----- | -------------------- | ---------------------------- |
| P     | 4 septembre  | Lleida (clm)                         | 1,2   | José Martins         | José Martins                 |
| 1     | 5 septembre  | Lleida – la Sénia                    | 186,8 | Domingo Perurena     | Domingo Perurena             |
| 2     | 6 septembre  | la Sénia – Cunit                     | 206,1 | Miguel Mari Lasa     | Domingo Perurena             |
| 3a    | 7 septembre  | Cunit – Montcada i Reixac            | 154,5 | Domingo Perurena     | Domingo Perurena             |
| 3b    | 7 septembre  | Circuit de Montjuïc                  | 18,0  | José Martins         | Domingo Perurena             |
| 4     | 8 septembre  | Montcada i Reixac - Alt del Mas Nou  | 166,5 | Bernard Thévenet     | Domingo Perurena             |
| 5     | 9 septembre  | Platja d'Aro - Campdevànol           | 157,9 | Jaime Huélamo        | Domingo Perurena             |
| 6     | 10 septembre | Campdevànol – Andorra la Vella (AND) | 131,2 | Josep Pesarrodona    | Andrés Oliva                 |
| 7a    | 11 septembre | Organyà – Cardona                    | 152,1 | Vicente López Carril | Andrés Oliva                 |
| 7b    | 11 septembre | Cardona – Manresa (clm)              | 33,8  | Bernard Thévenet     | Bernard Thévenet             |

### Prologue[1]
04-09-1974: Circuit per Lleida, 1,2 km (clm) :
|   | Cycliste         | Équipe               | Temps      |
| - | ---------------- | -------------------- | ---------- |
| 1 | José Martins     | Coelima              | 2 min 40 s |
| 2 | Jesús Manzaneque | Le Casera-Bahamontes | + 2 s      |
| 3 | Javier Elorriaga | Kas                  | + 3 s      |

|   | Cycliste         | Équipe               | Temps      |
| - | ---------------- | -------------------- | ---------- |
| 1 | José Martins     | Coelima              | 2 min 40 s |
| 2 | Jesús Manzaneque | Le Casera-Bahamontes | + 2 s      |
| 3 | Javier Elorriaga | Kas                  | + 3 s      |

### 1reétape[2]
05-09-1974: Lleida – la Sénia, 186,8:
|   | Cycliste         | Équipe               | Temps           |
| - | ---------------- | -------------------- | --------------- |
| 1 | Domingo Perurena | Kas                  | 5 h 20 min 19 s |
| 2 | Andrés Oliva     | Le Casera-Bahamontes | m.t.            |
| 3 | Ventura Díaz     | Monteverde           | m.t.            |

|   | Cycliste         | Équipe               | Temps           |
| - | ---------------- | -------------------- | --------------- |
| 1 | Domingo Perurena | Kas                  | 5 h 23 min 03 s |
| 2 | Andrés Oliva     | Le Casera-Bahamontes | + 23 s          |
| 3 | Ventura Díaz     | Monteverde           | + 26 s          |

### 2eétape[3]
06-09-1974: la Sénia – Cunit, 206,1 km :
|   | Cycliste                | Équipe              | Temps           |
| - | ----------------------- | ------------------- | --------------- |
| 1 | Miguel Mari Lasa        | Kas                 | 5 h 43 min 31 s |
| 2 | Jean-Louis Danguillaume | Peugeot-BP-Michelin | m.t.            |
| 3 | Javier Elorriaga        | Kas                 | m.t.            |

|   | Cycliste         | Équipe               | Temps            |
| - | ---------------- | -------------------- | ---------------- |
| 1 | Domingo Perurena | Kas                  | 11 h 06 min 34 s |
| 2 | Andrés Oliva     | Le Casera-Bahamontes | + 23 s           |
| 3 | Ventura Díaz     | Monteverde           | + 26 s           |

### 3eétape A[4]
07-09-1974: Cunit – Montcada i Reixac, 154,5 km :
| Resultat de la 3e étape A \| \| Cycliste \| Équipe \| Temps \| \| - \| ---------------- \| -------------------- \| --------------- \| \| 1 \| Domingo Perurena \| Kas \| 4 h 32 min 35 s \| \| 2 \| Andrés Oliva \| Le Casera-Bahamontes \| m.t. \| \| 3 \| Alfredo Chinetti \| Magniflex \| m.t. \| |                  |                      |                 |
| | Cycliste         | Équipe               | Temps           |
| 1 | Domingo Perurena | Kas                  | 4 h 32 min 35 s |
| 2 | Andrés Oliva     | Le Casera-Bahamontes | m.t.            |
| 3 | Alfredo Chinetti | Magniflex            | m.t.            |

### 3eétape B[2]
07-09-1974: Circuit de Montjuïc, 18,0 km :
|   | Cycliste         | Équipe              | Temps       |
| - | ---------------- | ------------------- | ----------- |
| 1 | José Martins     | Coelima             | 28 min 58 s |
| 2 | Domingo Perurena | Kas                 | + 26 s      |
| 3 | Bernard Thévenet | Peugeot-BP-Michelin | m.t.        |

|   | Cycliste         | Équipe               | Temps            |
| - | ---------------- | -------------------- | ---------------- |
| 1 | Domingo Perurena | Kas                  | 16 h 08 min 33 s |
| 2 | Andrés Oliva     | Le Casera-Bahamontes | + 23 s           |
| 3 | Ventura Díaz     | Monteverde           | + 26 s           |

### 4eétape[5]
08-09-1974: Montcada i Reixac - Alt del Mas Nou, 166,5 km :
|   | Cycliste         | Équipe               | Temps           |
| - | ---------------- | -------------------- | --------------- |
| 1 | Bernard Thévenet | Peugeot-BP-Michelin  | 5 h 03 min 45 s |
| 2 | José Martins     | Coelima              | + 16 s          |
| 3 | Andrés Oliva     | Le Casera-Bahamontes | + 35 s          |

|   | Cycliste         | Équipe               | Temps            |
| - | ---------------- | -------------------- | ---------------- |
| 1 | Domingo Perurena | Kas                  | 16 h 08 min 33 s |
| 2 | Andrés Oliva     | Le Casera-Bahamontes | + 4 s            |
| 3 | Ventura Díaz     | Monteverde           | + 39 s           |

### 5eétape[6]
09-09-1974: Platja d'Aro - Campdevànol, 157,9 km :
|   | Cycliste      | Équipe | Temps           |
| - | ------------- | ------ | --------------- |
| 1 | Jaime Huélamo | Kas    | 4 h 19 min 10 s |
| 2 | José Catieau  | Bic    | + 1 min 31 s    |
| 3 | Johannes Ruch | Rokado | + 8 min 57 s    |

|   | Cycliste         | Équipe               | Temps            |
| - | ---------------- | -------------------- | ---------------- |
| 1 | Domingo Perurena | Kas                  | 25 h 41 min 41 s |
| 2 | Andrés Oliva     | Le Casera-Bahamontes | + 4 s            |
| 3 | Ventura Díaz     | Monteverde           | + 17 s           |

### 6eétape[6]
10-09-1974: Campdevànol – Andorra la Vella (AND), 131,2 km :
|   | Cycliste          | Équipe               | Temps           |
| - | ----------------- | -------------------- | --------------- |
| 1 | Josep Pesarrodona | Kas                  | 4 h 54 min 58 s |
| 2 | José Martins      | Coelima              | m.t.            |
| 3 | Andrés Oliva      | Le Casera-Bahamontes | m.t.            |

|   | Cycliste         | Équipe               | Temps            |
| - | ---------------- | -------------------- | ---------------- |
| 1 | Andrés Oliva     | Le Casera-Bahamontes | 29 h 25 min 44 s |
| 2 | José Martins     | Coelima              | + 1 min 10 s     |
| 3 | Domingo Perurena | Kas                  | + 1 min 28 s     |

### 7eétape A[7]
11-09-1974: Organyà – Cardona, 152,1 km :
| Resultat de la 7e étape A \| \| Cycliste \| Équipe \| Temps \| \| - \| -------------------- \| --------- \| --------------- \| \| 1 \| Vicente López Carril \| Kas \| 4 h 15 min 23 s \| \| 2 \| Mauro Vannucchi \| Magniflex \| + 1 min 04 s \| \| 3 \| Domingo Perurena \| Kas \| + 1 min 34 s \| |                      |           |                 |
| | Cycliste             | Équipe    | Temps           |
| 1 | Vicente López Carril | Kas       | 4 h 15 min 23 s |
| 2 | Mauro Vannucchi      | Magniflex | + 1 min 04 s    |
| 3 | Domingo Perurena     | Kas       | + 1 min 34 s    |

### 7eétape B[7]
11-09-1974: Cardona – Manresa, 33,8 km (clm) :
|   | Cycliste         | Équipe               | Temps        |
| - | ---------------- | -------------------- | ------------ |
| 1 | Bernard Thévenet | Peugeot-BP-Michelin  | 47 min 55 s  |
| 2 | Jesús Manzaneque | Le Casera-Bahamontes | + 44 s       |
| 3 | Gösta Pettersson | Magniflex            | + 1 min 00 s |

|   | Cycliste         | Équipe               | Temps            |
| - | ---------------- | -------------------- | ---------------- |
| 1 | Bernard Thévenet | Peugeot-BP-Michelin  | 34 h 32 min 51 s |
| 2 | Andrés Oliva     | Le Casera-Bahamontes | + 1 min 00 s     |
| 3 | Domingo Perurena | Kas                  | + 1 min 12 s     |

## Classement général
|    | Cycliste          | Équipe               | Temps            |
| -- | ----------------- | -------------------- | ---------------- |
| 1  | Bernard Thévenet  | Peugeot-BP-Michelin  | 34 h 32 min 51 s |
| 2  | Andrés Oliva      | Le Casera-Bahamontes | + 1 min 00 s     |
| 3  | Domingo Perurena  | Kas                  | + 1 min 12 s     |
| 4  | Gösta Pettersson  | Magniflex            | + 2 min 14 s     |
| 5  | José Martins      | Coelima              | + 2 min 37 s     |
| 6  | Ventura Díaz      | Monteverde           | + 3 min 02 s     |
| 7  | Hennie Kuiper     | Rokado               | + 3 min 56 s     |
| 8  | Josep Pesarrodona | Kas                  | + 4 min 13 s     |
| 9  | Mauro Vannucchi   | Magniflex            | + 4 min 33 s     |
| 10 | Luis Ocaña        | Bic                  | + 6 min 46 s     |

## Classements annexes
|   | Cycliste          | Équipe               | Points |
| - | ----------------- | -------------------- | ------ |
| 1 | Andrés Oliva      | Le Casera-Bahamontes | 38     |
| 2 | José Martins      | Coelima              | 33     |
| 3 | Josep Pesarrodona | Kas                  | 25     |

|   | Cycliste          | Équipe               | Points |
| - | ----------------- | -------------------- | ------ |
| 1 | Josep Pesarrodona | Kas                  | 15     |
| 2 | Luis Ocaña        | Bic                  | 13     |
| 3 | Juan Zurano       | Le Casera-Bahamontes | 13     |

|   | Cycliste         | Équipe               | Points |
| - | ---------------- | -------------------- | ------ |
| 1 | Domingo Perurena | Kas                  | 55     |
| 2 | Andrés Oliva     | Le Casera-Bahamontes | 47     |
| 3 | Bernard Thévenet | Peugeot-BP-Michelin  | 44     |

|   | Équipe               | Pays    | Temps             |
| - | -------------------- | ------- | ----------------- |
| 1 | Kas                  | Espagne | 137 h 08 min 52 s |
| 2 | Bic                  | France  | + 18 min 41 s     |
| 3 | Le Casera-Bahamontes | Espagne | + 18 min 58 s     |